# 엘리제 마리아 뮐러
엘리제 마리아 뮐러(독일어: Elise Maria Müller, 1782년 9월 15일 ~ 1849년 12월 30일)는 독일의 피아니스트이자 피아노 교사, 그리고 작곡가였다.

## 생애
엘리제 마리아 뮐러는 음악 작가이자 대성당 칸토르인 빌헬름 크리스티안 뮐러(1752–1831)와 마리아 아말리아 뮐러(결혼전 성은 뷔켄)의 딸이었다. 그녀의 오빠는 아돌프 빌헬름 뮐러였다. 두 자녀 모두 아버지로부터 음악 수업을 받았으며, 네 살 때 피아노를 연주할 수 있게 되었다. 그들은 정기 하우스 공연에 참여했다. 그녀의 첫 공개 연주회는 그녀가 열 살이던 1792년에 열렸다. 어렸을 때 사고를 당한 후 뮐러는 영구적인 신체 손상을 입어 일시적으로 음악 수업을 중단해야 했다.
1804년에 그녀는 브레멘에 소녀들을 위한 교육 기관을 열고, 그 곳에서 지리, 역사, 음악, 문법, 프랑스어 및 영어를 가르쳤다. 그녀는 계속해서 피아니스트로 활동하며 공개적으로 연주했다. 일반음악신문은 1807년에 다음과 같이 보고했다: "셍스태크 부인과 뮐러, 둘 다 편안하고 자신감 있고 표현력 있게 연주한다. 둘 다 특히 모차르트와 베토벤의 가장 훌륭한 작품을 좋아하는 것 같다." 1807년에 브레멘 증권 거래소 공연에서 그녀는 바이올린도 연주했다. 그녀는 1804년 이후 처음으로 작곡을 한 것으로 보이며, 1817년에 요한 게오르크 아이켄 상원 의원이 그녀의 작곡에 대해 보도했다.
1814년에 엘리제는 그녀의 아버지와 함께 비스바덴의 괴테를 방문했고, 1817년에 괴테에게 시에 붙인 곡을 보냈지만 괴테는 이를 "약하다"고 생각했다. 1815년에는 그녀와 그녀의 아버지, 그리고 작곡가이자 대성당 오르간 연주자인 빌헬름 프리드리히 림이 브레멘 성악 아카데미 설립에 참여했다. 그녀의 학교 학생들은 음악합창단에서 활동했다. 그리고 그 해 그녀는 베토벤에게 편지를 보냈고, 베토벤은 그녀와 그녀의 아버지를 자신의 집으로 초대했다. 그러나 방문은 1820/21년에 이탈리아로의 공동 교육 여행의 일환으로 이루어졌는데, 이는 또한 엘리제 뮐러의 회복을 돕기 위한 목적이기도 했다. 1820년에 그녀는 건강상의 이유로 교육 기관을 포기해야 했지만, 같은 해에 그녀는 작곡가로서 처음으로 대중 앞에 모습을 드러냈다. 그녀는 작곡가로서 루트비히 판 베토벤을 존경했다. 아버지와 딸은 오스트리아, 이탈리아, 네덜란드 등을 여행하면서 베토벤을 비롯해 슈트라이허 부부(안드레아스 슈트라이허, 나네트 슈트라이허)와 나폴리의 조아키노 로시니를 방문했다. 그녀의 아버지가 쓴 여행 보고서에 의하면, 그들이 피아니스트이자 작곡가, 그리고 피아노 제작자인 나네트 슈트라이허와 만남을 가졌을 때, 엘리제는 뛰어난 나네트와 함께 네 손으로 연주하거나, 그녀로부터 매우 존경받는 베토벤의 성격적 특성에 관하여 들었고, 그 때 그녀의 아버지를 포함한 나이든 사림들은 소파에 앉아 있었다. 엘리제의 요청으로 그들은 빈 근처의 뫼들링에서 이미 청력을 잃은 베토벤을 방문했다. 그녀의 아버지는 엘리제가 무언가 연주해야 하지 않을까 생각했으며, 그 뜻을 적어서 베토벤에게 보여주었을 때, 베토벤은 엘리제가 작곡을 하지 않았는지 물었다. 방문 후, 엘리제와 베토벤은 서로에게 더 자주 편지를 썼다.
1821년 이후에는 엘리제 마리아 뮐러가 가르치는 일이 거의 없었다. 1833년에 그녀는 손에 병이 생겨 더 이상 피아노를 연주할 수 없게 되었다. 그녀는 1830년대부터 죽을 때까지 연대기 작가 카를 아우그스트 파른하겐 폰 엔제와 광범위한 서신을 교환했다. 1837년에 로베르트 슈만은 그녀의 작품을 수정하고 출판했다. 그 후, 그녀는 그에게 여러 곡의 작품을 보냈지만 더 이상 답장을 받지 못했다. 그녀는 브레멘에서 1840년에 클라라 슈만를 만났고, 1842년에는 로베르트 슈만을 개인적으로 만났다.
엘리제 뮐러는 베토벤, 빌헬름 프리드리히 림, 루이 페르디난트 폰 프로이센 왕자, 모차르트, 안톤 함 및 요한 네포무크 훔멜의 작품을 선호했다. 그녀의 아버지는 그녀를 "베토벤 작품의 피아노 연주자"라고 묘사했다. 프리드리히 웰만은 1914년에 다음과 같이 논평했다: "엘리제 뮐러는 후에 브레멘 최고의 피아노 연주자인 유명한 셍스태크 부인과 함께 있었다." 그녀가 쓴 작품들 대부분은 나중에 사라졌다.
그녀는 유언장을 통해 무엇보다도 가난한 하녀들을 위한 엘리젠 재단을 설립했으며, 브레멘에 있는 1816년의 대규모 여성 협회에도 배려했다.
엘리제는 자신과 가족에게 보낸 편지의 상당 부분을 친구 카를 아우그스트 파른하겐 폰 엔제에게 전달했다. 그것들은 파른하겐 컬렉션에 보존되었으며, 현재 야기엘론스크 도서관에 보관되어 있다.
학자들은 베토벤의 바가텔이 그녀에게 헌정되었을 가능성은 거의 없는 것으로 보고 있다.